# جيمس ساندرز فرنسيس
جيمس ساندرز فرنسيس (بالإنجليزية: James Sanders Holman)‏ هو سياسي أمريكي، ولد في 7 فبراير 1804 بمقاطعة هاريسون في الولايات المتحدة، وتوفي في 8 ديسمبر 1867 في نفس البلد.